# Aloe fulleri
Aloe fulleri là một loài thực vật có hoa thuộc họ Lan nhật quang. Loài này được John Jacob Lavranos mô tả khoa học đầu tiên năm 1967.